# Shūhei Terada
Shūhei Terada (寺田 周平?, Terada Shūhei; Yokosuka, 23 giugno 1975) è un allenatore di calcio ed ex calciatore giapponese, di ruolo difensore, tecnico del Fukushima Utd.

## Palmarès

### Club

#### Competizioni nazionali
- J2 League: 2

Kawasaki Frontale: 1999, 2004

### Nazionale
- Kirin Cup: 1

2008